# Ураган (фильм, 1931)
«Урага́н» — советский агитпропфильм 1931 года.

## Сюжет
В одном из районов Белоруссии строится большой льнокомбинат. Сезонные рабочие, организованные в артели по принципу «местожительства», находятся под разлагающим влиянием своих артельщиков-кулаков. На стройке плохая дисциплина, систематически не выполняется план. В бараках грязь, непрерывная карточная игра. В столовой не хватает посуды. Спецодежда не выдаётся. 
Завхоз стройки, бывший кулак, ссылается на то, что «государство бедное и надо перетерпеть», хотя кулак-артельщик за «особое вознаграждение» сапоги получает. 
Наступление зимы ставит стройку под угрозу. Руководство решает приостановить работы до весны. Артельщики уговаривают рабочих разойтись по деревням. Лишь одна бригада продолжает ударно работать. По инициативе рабкора Андрея Коваля передовые рабочие вызывают из Минска выездную бригаду редакции газеты «Звязда». Вместе они занимаются разоблачением недостатков. Особый резонанс среди рабочих вызывают, в частности, частушки о «делах» завхоза. В ответ кулаки-артельщики убивают Коваля. Погибшему посвящается специальный номер газеты. Тем не менее часть рабочих, поддавшись уговорам артельщиков, уходит со стройки. На их пути развешиваются агитплакаты и портреты Коваля. В конце концов сезонников удаётся вернуть. Приезжает новый директор стройки. Организуется субботник по её утеплению. Строительство продолжается.
Вышел на экраны 25 июня 1931 г.